# 825 (číslo)
Osm set dvacet pět je přirozené číslo, které následuje po čísle osm set dvacet čtyři a předchází číslu osm set dvacet šest. Římskými číslicemi se zapisuje DCCCXXV.

## Matematika
825 je:
- Deficientní číslo
- Nešťastné číslo

## Astronomie
- (825) Tanina je planetka hlavního pásu, kterou objevil v roce 1916 Grigory Neujmin

## Roky
- 825
- 825 př. n. l.